# Craniella villosa
Craniella villosa är en svampdjursart som beskrevs av Lawrence Morris Lambe 1893. Craniella villosa ingår i släktet Craniella och familjen Tetillidae. Inga underarter finns listade i Catalogue of Life.